# Carol Huynh
Pour les articles homonymes, voir Huynh.
Carol Huynh (née le 16 novembre 1980 à Hazelton (Canada) est une lutteuse libre canadienne.
Elle obtient la médaille d'or olympique en 2008 à Beijing en moins de 48 kg, après avoir décroché la médaille d'or dans la même catégorie lors des Jeux panaméricains de 2007 à Rio de Janeiro. Elle est aussi médaillée d'or aux Jeux panaméricains de 2011.
Aux Jeux olympiques de 2012 à Londres, elle est médaillée de bronze en moins de 48 kg.